# Matteo Tagliariol
Matteo Tagliariol (Treviso, 7 januari 1983) is een Italiaans schermer.

## Carrière
Op de Olympische Zomerspelen van 2008 in Peking versloeg hij de Franse Fabrice Jeannet in de finale om goud te winnen. Hij won brons met het Italiaanse team. Het jaar daarop werd hij tweede op het individuele wereldkampioenschap in Antalya nadat hij nipt verloor van Anton Avdejev met 14:15 in de eindstrijd.
Tagliariol behoort tot een sportpromotiegroep van de Italiaanse luchtmacht.

## Resultaten

### Olympische Zomerspelen
| Jaar | Plaats | Resultaten       |
| ---- | ------ | ---------------- |
| 2008 | Peking | degen degen team |

### Wereldkampioenschappen schermen
| Jaar | Plaats          | Resultaten |
| ---- | --------------- | ---------- |
| 2007 | Sint-Petersburg | degen team |
| 2009 | Antalya         | degen      |

1900: Ramón Fonst ·
1904: Ramón Fonst ·
1908: Gaston Alibert ·
1912: Paul Anspach ·
1920: Armand Massard ·
1924: Charles Delporte ·
1928: Lucien Gaudin ·
1932: Giancarlo Cornaggia-Medici ·
1936: Franco Riccardi ·
1948: Gino Cantone ·
1952: Edoardo Mangiarotti ·
1956: Carlo Pavesi ·
1960: Giuseppe Delfino ·
1964: Grigori Kriss ·
1968: Győző Kulcsár ·
1972: Csaba Fenyvesi ·
1976: Alexander Pusch ·
1980: Johan Harmenberg ·
1984: Philippe Boisse ·
1988: Arnd Schmitt ·
1992: Éric Srecki ·
1996: Aleksandr Beketov ·
2000: Pavel Kolobkov ·
2004: Marcel Fischer ·
2008: Matteo Tagliariol · 
2012: Rubén Limardo · 
2016: Park Sang-young · 
2020: Romain Cannone · 
2024: Koki Kano